# Haus Heck

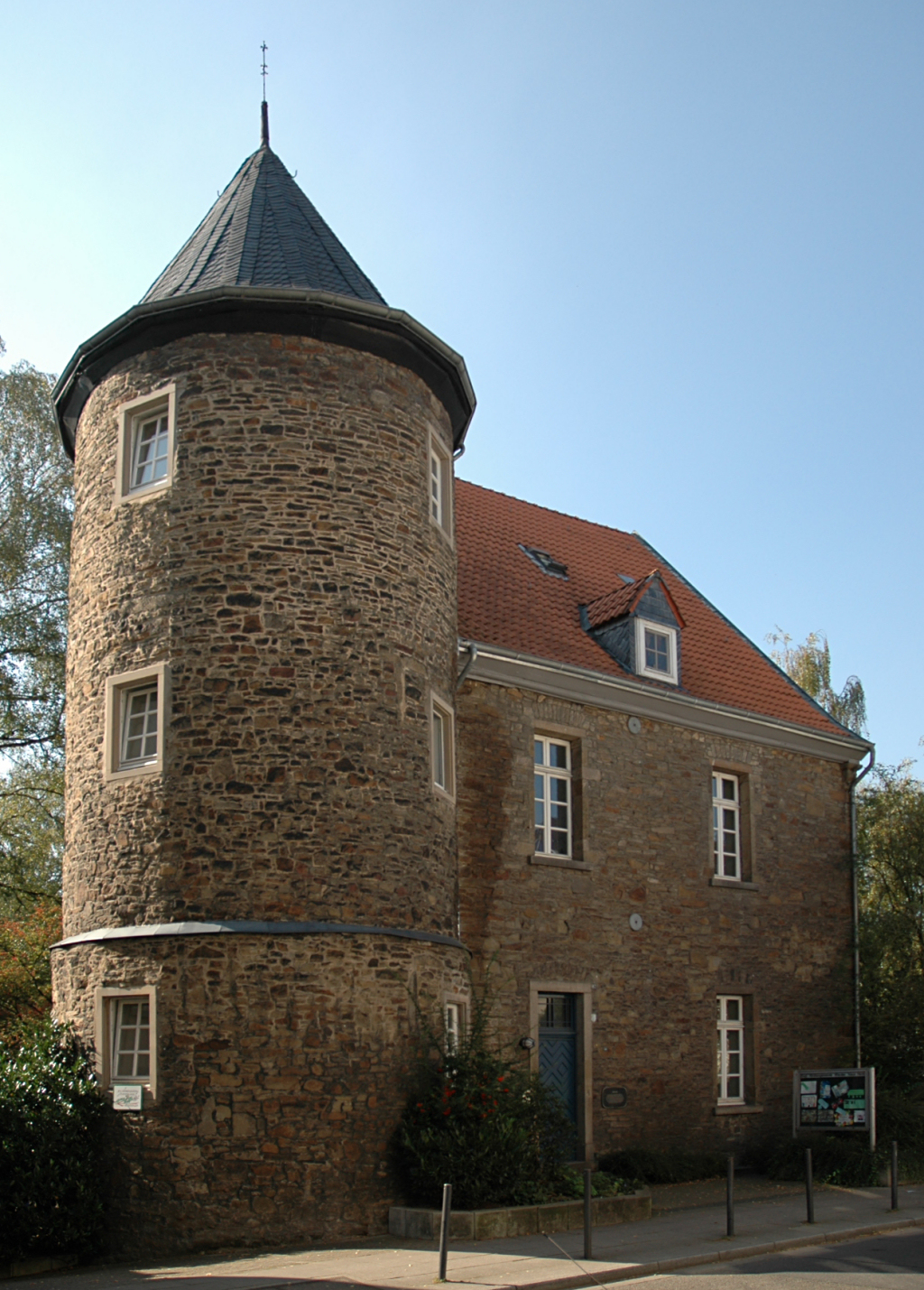
Haus Heck – Ostseite

Das Haus Heck ist ein alter Rittersitz, der sich im Essener Stadtteil Werden in der nach ihm benannten Heckstraße befindet. Als eines der ersten Gebäude der damaligen Rheinprovinz wurde es 1910 von Provinzialkonservator Paul Clemen unter Denkmalschutz gestellt.

## Beschreibung
Bei Haus Heck handelt es sich um ein schlichtes, nahezu quadratisches Gebäude mit einem etwa 11,85 × 11,85 Meter messen Grundriss und einem kleinen, 1,35 × 2,25 Meter großen Anbau am nördlichen Teil seiner Westseite, der im ersten Obergeschoss vermutlich als Abort genutzt wurde. Die zwei Geschosse des Gebäudes sind von einem Satteldach abgeschlossen und besitzen Mauerstärken bis zu 1,10 Meter. An der Südost-Ecke des Hauses steht ein mächtiger, dreigeschossiger Rundturm, der von einem polygonalen Helm bekrönt ist. Der Turm, dessen Mauern etwa 70 cm dick sind, misst etwa sechs Meter im Durchmesser. Für beide Bauten dienten Bruchsteine des heimischen Ruhrsandsteins als Baumaterial. Ältere Publikationen geben oft an, der Rundturm sei der älteste Teil des Hauses und stamme wahrscheinlich noch aus dem 11. Jahrhundert. Jedoch ist auf einem alten Stich von Frans Hogenberg aus dem Jahr 1581 zwar das quadratische Gebäude abgebildet, jedoch fehlt dort ein Rundturm völlig. Auch die Ausführung des Mauerwerks und die geringere Mauerstärke im Vergleich zum Haupthaus sprechen dagegen.
Die heutigen Fensteröffnungen des Turms wurden erst 1929 an Stelle der damaligen Schießscharten ausgebrochen. Im Kellergeschoss des Hauses, das früher das Sockelgeschoss des Gebäudes war, sind noch originale mittelalterliche Tonnengewölbe erhalten. Als kunsthistorisch bedeutendste Innenausstattung gelten die gut erhaltenen Mosaikfußböden aus dem ersten Viertel des 19. Jahrhunderts.

## Geschichte

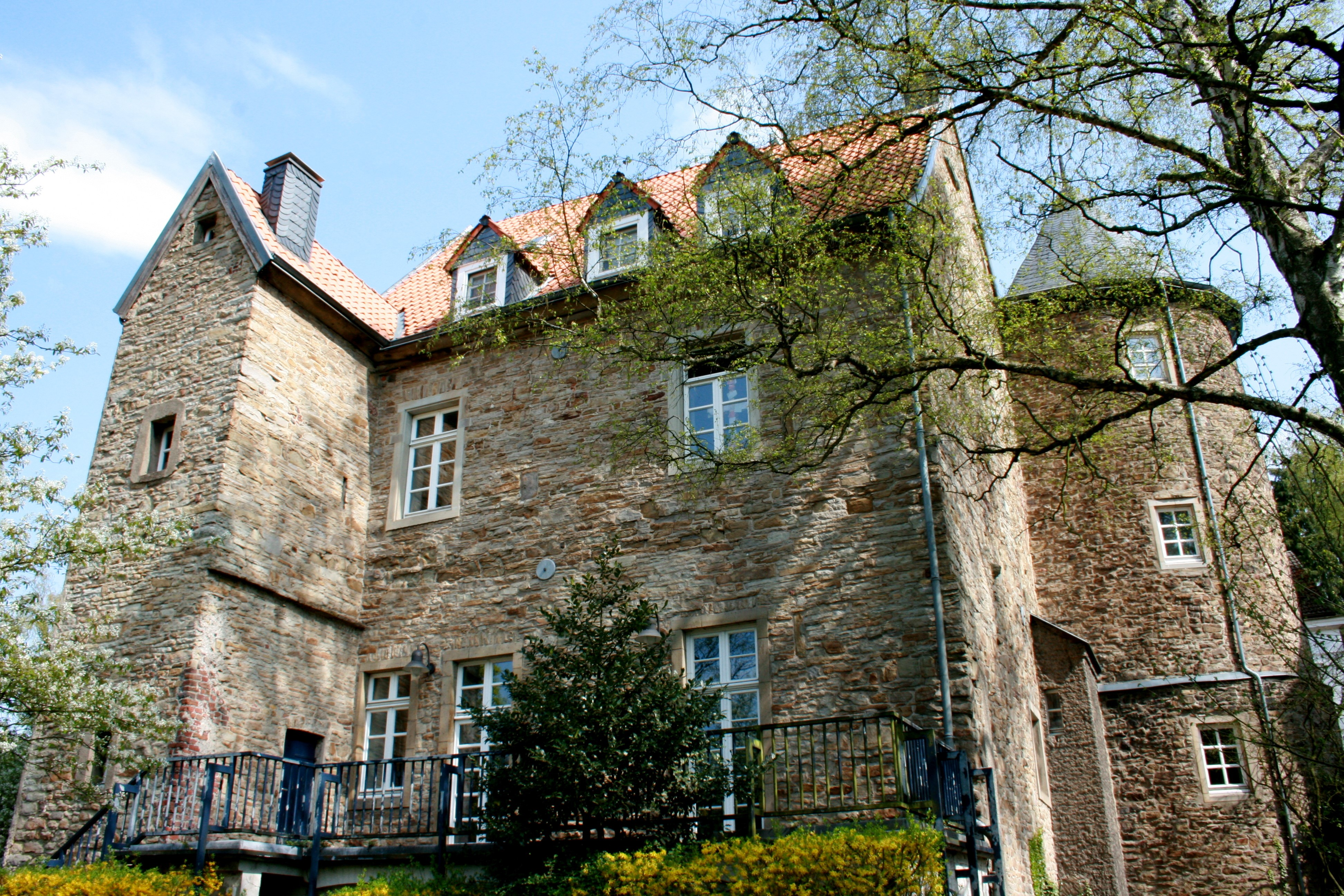
Westseite des Hauses

Das genaue Errichtungsdatum des Hauses ist unbekannt, weil keine erhaltenen Urkunden dazu Auskunft geben können. Es wurde 1390 als „dat hys an der Hecghe“ erstmals urkundlich genannt, doch schon im Jahr 1259 erscheint ein Ritter Heinrich von Hecga auf. 1412 folgte eine weitere urkundliche Erwähnung des Hauses, diesmal in einem Lehensverzeichnis der Abtei Werden. „Hys an der Hecghe“ stand für einen Wall, der mit Hecken bepflanzt war, und damit die Funktion des Gebäudes verdeutlicht: Es gehörte zum Befestigungssystem Werdens. Bei einem Stadtbrand wurde es 1498 genauso wie zahlreiche andere Werdener Gebäude vermutlich zerstört, denn 1572 war das Gebäude eine Ruine, die auch auf einer Abbildung aus dem Jahr 1581 zu sehen und dort als „Ruine Castri Hegge“ bezeichnet ist. Sie gibt Auskunft über den einstigen Baubestand: Es handelte sich um eine zweiteilige Anlage, bestehend aus einer Kernburg und einer etwa gleich großen Vorburg, die durch eine Mauer und einen Torbogen miteinander verbunden waren.
Schon ab 1599 könnte durch Dietrich von der Hoven und seine Frau Margarethe von Oefte ein Wiederaufbau der Gebäude in Angriff genommen worden sein, denn ein heute im Inneren noch erhaltener Kamin zeigt diese Jahreszahl. Der Werdener Abt Adolph von Borcken erwarb den Besitz für sein Kloster und ließ ihn um 1669 zu seinem Wohnsitz umbauen. Nach der Säkularisation 1803 fiel Haus Heck an Preußen und war von 1805 bis 1829 Sitz der Ruhrzollinspektion, die das Schleusengeld für die Schiffe auf der Ruhr erhob.
Für 3000 Taler erwarb der Tuchfabrikant Mathias Wiese das Gebäude 1829 von der preußischen Regierung. Seine Familie blieb bis 1960 Eigentümerin, ehe sie es an die katholische Kirchengemeinde St. Ludgerus veräußerte. Diese verkaufte es 1966 an die Evangelische Kirchengemeinde Essen-Werden weiter. Sie nutzt das Gebäude seit 1980 als Gemeindehaus, das unter Beibehaltung der historischen Substanz in der Zeit von 1980 bis 1981 umgebaut und restauriert wurde.